# Bob Gerard
Pas d'image ? Cliquez ici
Frederick Roberts Gerard dit Bob Gerard est un ancien coureur automobile anglais né le 19 janvier 1914 à Leicester et mort le 26 janvier 1990 à South Croxton. Il a participé à une soixantaine d'épreuves de Formule 1 hors championnat du monde et s'est qualifié à huit Grands Prix de championnat du monde entre 1950 et 1957. Gerard n'a jamais inscrit de point en championnat du monde, sa meilleure performance étant une 6e place décrochée à trois reprises. 

## Biographie sportive

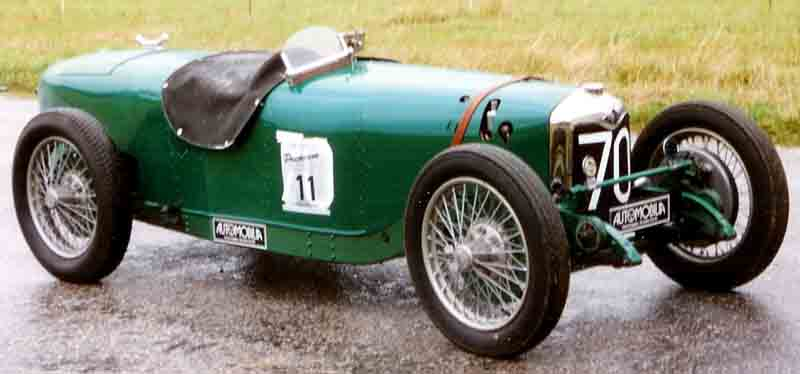
La Riley Nine des débuts en compétition.

Bob Gerard est le descendant des dirigeants de la firme Parr's Ltd. qui produisait initialement des bicyclettes et qui peu à peu s'est reconvertie dans le transport routier. Gerard, propriétaire du garage-atelier familial, commence sa carrière de pilote automobile amateur dès 1933 en s'engageant sur une Riley Nine privée mais ce n'est qu'après guerre qu'il se consacre pleinement à sa carrière sportive (il a toutefois signé avant le conflit une méritoire 3e place aux 12 heures de Donington). 
En 1946, Gerard, au sein du Bob Gerard Racing, acquiert une ERA modèle B grâce à laquelle il remporte les éditions 1947 de l' Ulster Trophy, du British Empire Trophy et de la Jersey Road Race. 
En 1948, toujours avec son ERA à 6 cylindres en ligne à compresseur, il termine second du Goodwood Trophy et termine sur le podium du premier Grand Prix de Grande-Bretagne disputé après-guerre. En 1949, Gerard remporte à nouveau les courses de Jersey et du British Empire Trophy et se classe second de son Grand Prix national derrière Emmanuel de Graffenried.
En 1950, il remporte pour la troisième fois le British Empire Trophy -seul coureur à réussir cet exploit en courses de type Grand Prix, Moss ayant obtenu quatre victoires, mais en catégorie Sport- et il s'engage pour son Grand Prix national qui devient la première épreuve du championnat du monde. Le nouveau statut de l'épreuve fait que Gerard se trouve confronté désormais à la fine fleur des pilotes mondiaux disposant de monoplaces bien plus compétitives que son ERA vieille de plusieurs saisons. Toutefois Bob Gerard décroche la 13e place au départ (sur 21 concurrents qualifiés) et termine l'épreuve à la porte des points, en 6e position derrière les Alfa Romeo Tipo 158 et les Talbot-Lago. Lors de l'épreuve suivante disputée à Monaco, Bob, au volant d'une ERA modèle A se qualifie en fond de grille (16e sur 20) ce qui lui permet d'échapper au carambolage monstre causé par l'accident de Giuseppe Farina et de décrocher à nouveau la 6e place de la course. Pour se consoler de ses résultats frustrants, Gerard remporte, hors-championnat, et pour la troisième fois, le British Empire Trophy.
En 1951, Gerard ne s'inscrit en championnat du monde qu'à l'occasion de son Grand Prix national : il a compris que son ERA ne lui permet plus que de faire de la figuration. Qualifié en 10e position, il termine la course à la 11e place. Il dispute quatre courses hors-championnat et termine à deux reprises à la quatrième place pour meilleur résultat : il lui faut trouver une nouvelle monture.
La saison 1952 est une année de transition pour Gerard qui ne dispute qu'une épreuve sur une Frazer Nash-Bristol. Il consacre son temps à son activité de garagiste afin de pouvoir acheter une Cooper T23 avec laquelle il compte bien reprendre la compétition. En 1953, Gerard engage sa Cooper-Bristol à neuf reprises hors-championnat du monde. Il termine second de l' United States Air Force Trophy puis remporte les Joe Fry Trophy et Curtis Trophy. En Championnat du monde de Formule 1 1953, il se classe 11e en France mais est contraint à l'abandon lors de son épreuve nationale. 
En 1954, Gerard se classe 10e en Grande-Bretagne et ne prend le départ que de cinq courses hors-championnat, terminant second du Redex Trophy et sur le podium de l' International Gold Cup. En 1955, il dispute six courses hors-championnat et termine second lors des Glover Trophy et Daily Telegraph Trophy ainsi que 3e du Avon Trophy. Pour le Daily Record Trophy, il est engagé au sein de l'écurie de Stirling Moss et troque sa Cooper contre une Maserati 250F qu'il conduit à la victoire.
Gerard fait son retour en championnat du monde en 1956, où il engage sa désormais vieille Cooper T23 à Silverstone. Qualifié bien évidemment en fond de grille, il parvient à décrocher une 11e place finale. Hors-championnat, sa Cooper ne lui permet plus de se mettre en valeur et il ne décroche qu'une 2e place lors des 100 miles d'Aintree comme meilleure performance.
En 1957, Bob Gerard remise sa T23 et dispute le Grand Prix de Grande-Bretagne au volant d'une Cooper T44 qui lui permet de briller à nouveau : qualifié en fond de grille, il termine à nouveau à la porte des points. Il dispute encore quelques courses hors-championnat avant d'abandonner la Formule 1.
De 1958 à 1961, il se fait plaisir au volant de monoplaces modestes lors de courses locales avant de prendre quelques jeunes pilotes sous son aile au sein de son écurie. Ainsi, il engage le jeune John Taylor, originaire de Leicester comme lui. En 1964, au sein du Bob Gerard Racing, Taylor dispute 4 Grands Prix de Formule 1 hors-championnat et obtient comme meilleur résultat une 5e place aux 200 miles d'Aintree. Bob Gerard l’engage également en Championnat du monde en Grande-Bretagne au volant d’une Cooper T73. Après s’être élancé de la 20e place sur la grille, John Taylor termine sa première épreuve de championnat du monde à une honorable 14e place. En 1965, John Taylor poursuit l’aventure avec Bob Gerard qui lui fournit une nouvelle monoplace, la Cooper T60 à motorisation Climax. Il dispute trois épreuves hors-championnat, se classant notamment 5e du Sunday Mirror Trophy. À la fin de la saison, il quitte son écurie pour celle de David Bridges qui lui permet de renouer avec le championnat du monde tandis que Gerard cesse toute implication en compétition automobile.

## Résultats en championnat du monde de Formule 1
| Saison | Écurie            | Châssis       | Moteur             | Pneus  | GP disputés | Points inscrits | Classement |
| ------ | ----------------- | ------------- | ------------------ | ------ | ----------- | --------------- | ---------- |
| 1950   | Bob Gerard Racing | ERA B/C ERA A | ERA 6 en ligne     | Dunlop | 2           | 0               | n.c.       |
| 1951   | Bob Gerard Racing | ERA B/C       | ERA 6 en ligne     | Dunlop | 1           | 0               | n.c.       |
| 1953   | Bob Gerard Racing | Cooper T23    | Bristol 6 en ligne | Dunlop | 2           | 0               | n.c.       |
| 1954   | Bob Gerard Racing | Cooper T23    | Bristol 6 en ligne | Dunlop | 1           | 0               | n.c.       |
| 1956   | Bob Gerard Racing | Cooper T23    | Bristol 6 en ligne | Dunlop | 1           | 0               | n.c.       |
| 1957   | Bob Gerard Racing | Cooper T44    | Bristol 6 en ligne | Dunlop | 1           | 0               | n.c.       |

## Résultats aux 24 heures du Mans
| Année | Écurie                      | Châssis             | Coéquipiers  | Résultats |
| ----- | --------------------------- | ------------------- | ------------ | --------- |
| 1953  | Automobiles Frazer Nash Ltd | Frazer Nash MkII LM | David Clarke | Abandon   |